# Сексапильность

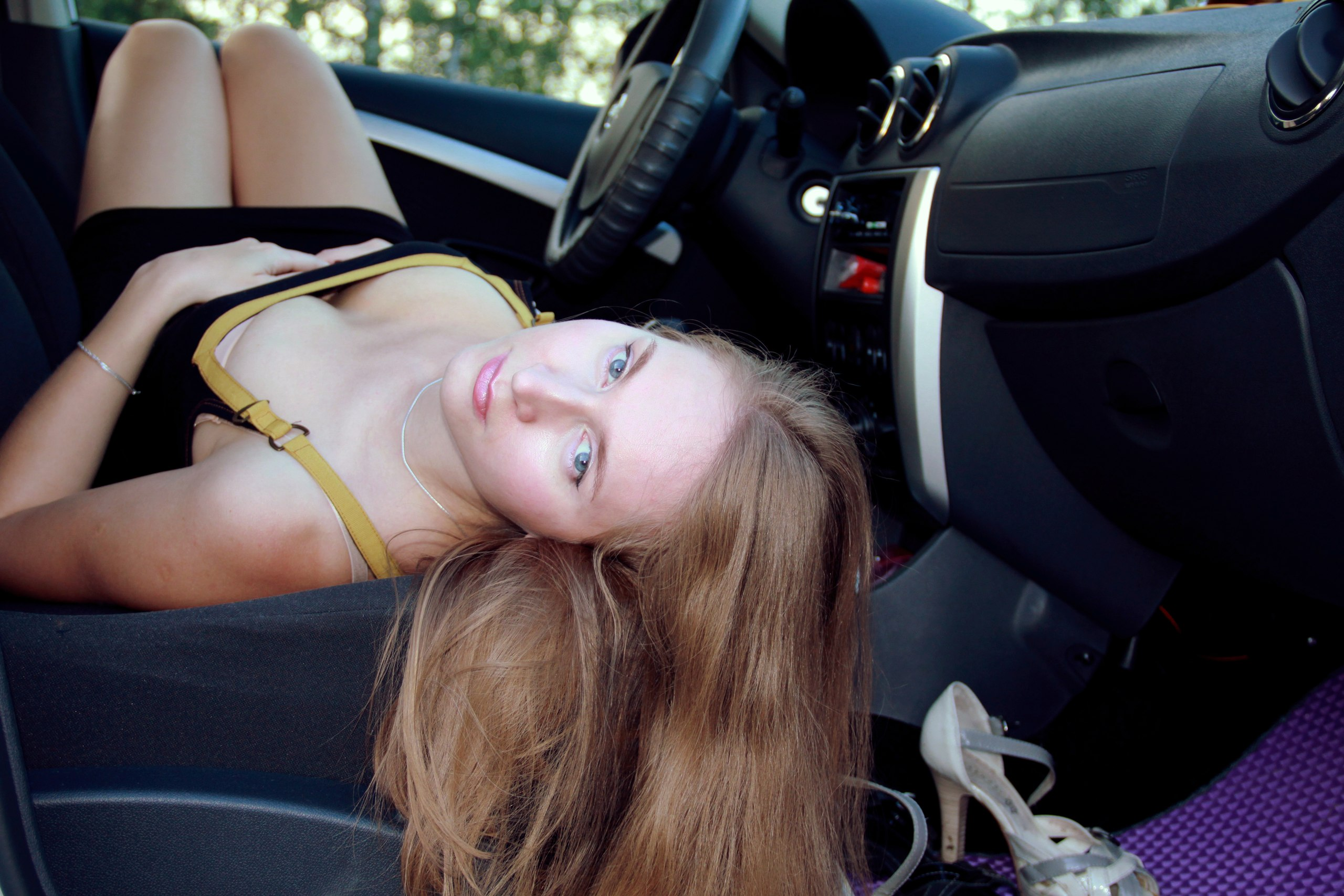
Фотопортрет молодой женщины в сексапильном образе

Сексапи́льность (от англ. sex appeal) — сексуальная привлекательность, специфичная манера поведения, направленная на привлечение внимания и возникновение сексуальных фантазий. Долгое время относилась преимущественно к женскому полу, однако в настоящее время, в связи с развитием общества, стала присуща и мужчинам.

## Сексапильные атрибуты
Сексуальные атрибуты женщины обычно делятся на
- внешние данные — например, чувственные губы (особенно с красной помадой)[2], большой «пышный» бюст[3] при тонкой «осиной» талии[4], красивые стройные ноги[5], длинные, густые волосы[6], большие глаза.
- сексапильную одежду — например, предельно откровенная одежда (нижнее бельё и купальник бикини, состоящие из лифчика и трусиков), а также платье с декольте[7], туфли или сапоги на высоком каблуке (особенно красные), облегающие брюки, блузки[8] и платья, а также короткие юбки[9]. Часто сексапильные элементы одежды подчеркивают (а иногда и обнажают) сексапильные внешние данные. Антиподом сексапильной одежды часто называется бесформенная, блеклых цветов, но удобная одежда.
- сексапильное поведение — например, «виляющая бёдрами» походка[10], высоко и гордо поднятая голова, развернутые плечи, уверенные движения, томный взгляд, лёгкая дружелюбная улыбка[11], а также грудной, приятный голос. К антиподам сексапильного поведения относятся сутулость, горбатость, суетность, нервозность, враждебность. Иногда подчёркивается, что особая манера поведения может сделать женщину сексапильной, даже при наличии скромных внешних данных[12].

Человек может как выглядеть сексапильно постоянно, так и периодически добавлять соответствующие элементы поведения.

## Сексапильность и сексуальность
В средствах массовой информации сексапильность отождествляется с сексуальностью. Сексапильность в данном случае рассматривается как стратегия привлечения противоположного пола, отсутствие которой в пределе может означать фригидность. Когда заходит речь о противопоставлении сексуальности и сексапильности, то говорят, что сексуальность — это потребность в сексе, а сексапильность — умение вызвать сексуальное влечение у противоположного пола.

## Истоки сексапильности
Люди сознательно или подсознательно повышают собственную сексуальную привлекательность по целому ряду причин. Это может происходить для привлечения кого-либо, с кем люди хотят создавать отношения (краткосрочные или долгосрочные), для общения, деторождения или интимных отношений, помимо других возможных целей. Это может быть частью процесса ухаживания. Может включать физические аспекты, посредством которых люди хотят найти и привлечь потенциальных партнёров и поддерживать отношения.
Это процессы, в которых присутствуют привлечение партнёров и поддержание сексуального интереса, включая флирт, который может быть использован в качестве привлечения сексуального внимания в целях получения романтики или новых ощущений и может включать разговоры, шутки или краткие физические контакты.
В книге «Эволюция желания» психолог Дэвид Басс привёл результаты исследования, в котором участвовали представители многих стран: во всех культурах мужчин сильнее всего привлекает женская красота, а женщин — доход мужчины.